# Morne-à-l'Eau
Morne-à-l'Eau là một xã thuộc tỉnh Guadeloupe vùng lãnh thổ hải ngoại Guadeloupe của Pháp ở biển Caribbean.